# 泉七属
泉七属（学名：Steudnera）是天南星科下的一个属，为草本植物。该属共有8－9种，分布于印度、缅甸、泰国、老挝和越南。